# كارل شويندي
كارل شويندي (20 فبراير 1920 – 30 ديسمبر 2002) هو مبارز بالسيف كندي راحل، مثّل بلاده في الألعاب الأولمبية الصيفية 1960.

## روابط خارجية
كارل شويندي على موقع أوليمبيديا (الإنجليزية)
- كارل شويندي على موقع اللجنة الأولمبية الكندية (الإنجليزية)
- كارل شويندي على موقع اتحاد ألعاب الكومنولث (مؤرشف) (الإنجليزية)
- كارل شويندي على موقع قاعة كيبيك للمشاهير الرياضية (الفرنسية)